# Museo de los Tesoros Espirituales de Ucrania
El Museo de los Tesoros Espirituales de Ucrania es uno de los principales puntos turísticos de Kiev, Ucrania. 
En la exposición del museo están representados unos 300 iconos que datan desde fines del siglo XV hasta el principio del siglo XX; cuadros de la famosa ucraniana Mariya Priymachenko. 
En una de las salas se realizan exposiciones de pinturas y estatuas de artistas contemporáneos.
La idea de la creación del museo fue concebida por el cardiólogo Igor Ponamarchuk.

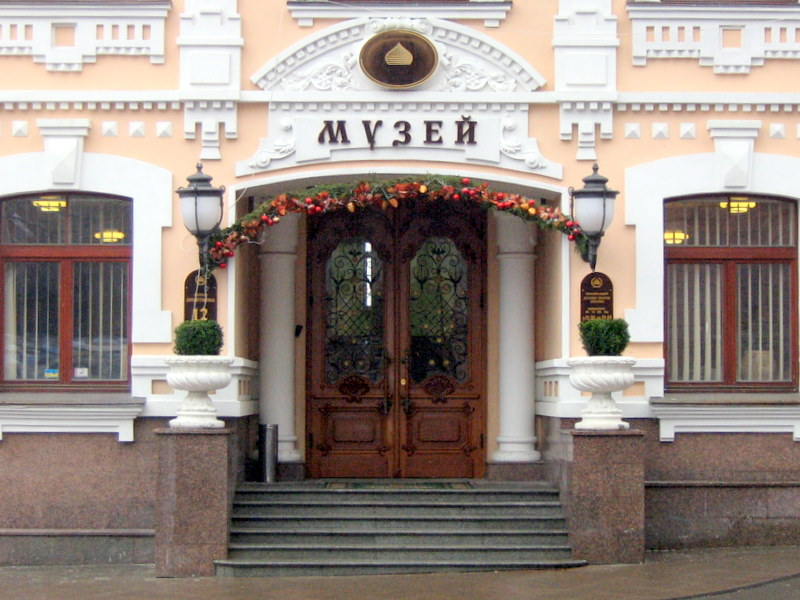
Entrada al Museo.